# HD15633
HD15633 — хімічно пекулярна зоря спектрального класу A6, що має видиму зоряну величину в смузі V приблизно 6,0.
Вона  розташована на відстані близько 274,8 світлових років від Сонця.

## Фізичні характеристики
Зоря HD15633 обертається
порівняно повільно
навколо своєї осі. Проєкція її екваторіальної швидкості на промінь зору становить Vsin(i)= 36км/сек.